# 大格勒河
大格勒河是位于中华人民共和国青海省海西蒙古族藏族自治州格尔木市与都兰县之间的一条河流，大部分河段为两县市之间的界河，发源于昆仑山脉布尔汗布达山北麓蜿蜒向北偏东流，出山口后北流约13千米潜渗消失于沙滩中。潜入地下的河水及灌溉下渗水季节性地在青藏公路以北约15千米处涌出地面，散流进入察尔汗盐湖东南部的盐沼泽，部分注入南霍鲁逊湖。河长54.2千米，流域面积1009平方千米，河道平均比降40.04‰，年均径流量3127.33万立方米。